# Rhagonycha oboensis
Rhagonycha oboensis es una especie de coleóptero de la familia Cantharidae.

## Distribución geográfica
Habita en Mongolia.